# Royal Bank Cup
La Royal Bank Cup è un torneo a cadenza annuale (sponsorizzato dalla Royal Bank of Canada) che stabilisce il campione dalla Canadian Junior A Hockey League.
Nata nel 1995 è la diretta discendente della Manitoba Centennial Cup.
Attualmente è organizzata come un girone all'italiana di cinque squadre con semifinali e finale. I partecipanti sono i vincitori delle leghe regionali e l'organizzatrice:
- Fred Page Cup: Eastern Champion
- Dudley Hewitt Cup: Central Champion
- Anavet Cup: Western Champion
- Doyle Cup: Pacific Champion
- Host Team: Canadian Junior A Hockey League

## Storia
Nel maggio 1996 the l'edizione inaugurale si tenne a Melfort, Saskatchewan, continuando la tradizione di un campionato National Junior ‘A'.  Il Canada organizza competizioni di zona fra i vincitori dei vari campionati, che si contendono il diritto di rappresentare la regione alla Royal Bank Cup.  I primi vincitori furono i Vernon Vipers della British Columbia Hockey League.
Dalla prima RBC Cup ogni torneo è stato organizzato così come viene tuttora svolto. Giunti allaRoyal Bank Cup 2007, la dodicesima, 5 vincitori sono stati i campioni del Pacifico, 4 gli ospitanti, 1 volta i campioni Western,  2 i campioni Central. I campioni Eastern non hanno ancora mai vinto.
I supplementari sono frequenti alla Royal Bank Cup, il match più lungo si disputò alla Royal Bank Cup 2007 fra i Camrose Kodiaks dell'Alberta Junior Hockey League ed i Prince George Spruce Kings della British Columbia Hockey League.  I Spruce Kings vinsero 3-2 al 5° supplementare. La partita durò lasted 146:01, poco più corto dell'incontro record nella Canadian Junior Hockey League in Toronto Jr. Canadiens-Pickering Panthers nel 2007 nei playoff dell'Ontario Provincial Junior A Hockey League (154:32).

## Albo d'oro
- 2008:
- 2007: Aurora Tigers (OPJHL)
- 2006: Burnaby Express (BCHL)
- 2005: Weyburn Red Wings (SJHL)
- 2004: Aurora Tigers (OPJHL)
- 2003: Humboldt Broncos (SJHL)
- 2002: Halifax Exports (MJAHL)
- 2001: Camrose Kodiaks (AJHL)
- 2000: Fort McMurray Oil Barons (AJHL)
- 1999: Vernon Vipers (BCHL)
- 1998: South Surrey Eagles (BCHL)
- 1997: Summerside Western Capitals (MJAHL)
- 1996: Vernon Vipers (BCHL)